# 라타인역
라타인역(베트남어: Ga La Thành / Ga 羅城)은 베트남 하노이 동다군에 위치한 하노이 지하철 2A호선의 철도역이다.

## 노선
- 하노이 지하철
  - 2A호선

## 역 구조

### 승강장
| 깟린 ↑      |
| 하 \| 상 \| |
| ↓ 타이하    |

| 상행 | ● 하노이 지하철 2A호선 | 깟린 방면                              |
| 하행 | ● 하노이 지하철 2A호선 | 투엉딘 · 풍코앙 · 라케 · 옌응이어 방면 |